# Walk Me Home (Mandy Moore)
Walk Me Home è un singolo della cantante statunitense Mandy Moore, pubblicato il 4 dicembre 1999 come secondo estratto dal primo album in studio So Real e successivamente inserito anche nel secondo album in studio I Wanna Be with You.
Il brano è stato scritto da Tony Battaglia e Shaun Fisher e prodotto dai The Wasabees.

## Video musicale
Il videoclip della canzone è stato diretto da Gregory Dark.

## Tracce
CD Singolo (Stati Uniti)
1. Walk Me Home (Short Intro) – 4:10
2. Walk Me Home (Long Intro) – 4:26

## Classifiche
| Classifica (2000)         | Posizione massima |
| ------------------------- | ----------------- |
| Stati Uniti (Pop Airplay) | 38                |